# Gran Premio Industria e Commercio di Prato 1999
Il Gran Premio Industria e Commercio di Prato 1999, cinquantaseiesima edizione della corsa, si svolse il 7 settembre 1999 su un percorso di 199 km, con arrivo a Prato. Fu vinto dall'italiano Alessandro Baronti della Cantina Tollo davanti ai suoi connazionali Marco Velo e Francesco Casagrande.

## Ordine d'arrivo (Top 10)
| Pos. | Corridore            | Squadra                       | Tempo    |
| ---- | -------------------- | ----------------------------- | -------- |
| 1    | Alessandro Baronti   | Cantina Tollo                 | 4h44'46" |
| 2    | Marco Velo           | Mercatone Uno-Bianchi         | s.t.     |
| 3    | Francesco Casagrande | Vini Caldirola-Sidermec       | s.t.     |
| 4    | Cristian Gasperoni   | Cantina Tollo                 | s.t.     |
| 5    | Danilo Di Luca       | Cantina Tollo                 | a 25"    |
| 6    | Sergio Barbero       | Mercatone Uno-Bianchi         | s.t.     |
| 7    | Ivan Basso           | Riso Scotti-Vinavil           | s.t.     |
| 8    | Marco Vergnani       | Selle Italia                  | s.t.     |
| 9    | Andrea Patuelli      | Amore & Vita-Giubileo-Beretta | s.t.     |
| 10   | David Delrieu        | Casino                        | a 47"    |